# Club Sport Emelec (femenino)
El Club Sport Emelec Femenino es la sección femenina de su entidad matriz, el Club Sport Emelec, y tiene su sede en la ciudad de Guayaquil, Ecuador. Fue registrada oficialmente en el año 2019 con el objeto de la práctica y desarrollo del futbol femenino. 
Al igual que el equipo masculino, es identificado por su color azul.  Desde 2025, el club volverá a la Súperliga Femenina de Ecuador.

## Historia

### Antecedentes de la sección femenina
El fútbol femenino bajo el nombre de Emelec existió desde los años 90, cuando el equipo se registraba en el torneo interbarrial de El Universo, especialmente en la categoría sub-22. Desde finales del 2017 Emelec organizó un equipo profesional femenino de futbol, con jugadoras noveles, durante el 2018 el plantel femenino fue invitada a jugar en amistosos provinciales, también en ese año, debido a la falta de presupuesto, los directivos se concentraron en buscar un sponsor.
En el año 2019 la Conmebol resolvió que los clubes que no tengan equipo de fútbol femenino, no podrán participar de la Copa Libertadores y/o Sudamericana, por lo que en ese año se formalizó oficialmente la organización del equipo femenino de fútbol con el nombre de "Las Eléctricas", sin embargo, mantienen los mismos emblemas, escudos, uniformes y nombre de la filial masculina.

### Éxito como noveles de la máxima categoría
En el 2019 se hizo efectivo el acuerdo y nació así la sección femenina de fútbol del Club Sport Emelec —bajo denominación de Eléctricas equipo femenino; compitiendo en la máxima categoría del fútbol español, Durante su partido estreno el club dio a conocer las futbolistas y cuerpo técnico que conformaron su primera plantilla. Esta estaba compuesta de las jugadoras: María José Martillo, Tahiri Macas, Karen Quinde, Alisson Mero, Ginger García, Joselyn Borbor, María Gabriela Mayorga, Jazlin Guerrero, Denisse Chila, Camila Troya, Nancy Acebo, Leisla González, Adriana Valenzuela, Danny Nazareno, Elisa García y Heidy Pita. El cuerpo técnico lo encabezó el entrenador Carlos D'Stteffano.
El 4 de mayo disputó el primer partido oficial de su historia, correspondiente al Súperliga Ecuatoriana de Fútbol Femenino 2019. El encuentro, disputado frente a Carneras en el Complejo Canchas del Astillero finalizó con un resultado desfavorable de 0-1. La victoria llegó apenas una semana después, en el partido de la fecha disputado frente a Fuerza Amarilla donde firmaron un 0-7 final del encuentro para colocarlas en el sexto puesto del campeonato.
El equipo continuó con la buena tónica de resultados, ganado 10 partidos, empatando 3 y perdiendo 7, con los cual clasificó dentro de su grupo en cuarto lugar a la siguiente fase del campeonato. Finalmente perdería frente a Independiente del Valle en cuartos de finales por un marcador de 0-2.

### Temporada 2022
En el 2022, el cuadro eléctrico desciende de categoría al perder como local ante el Club Ñañas.

## Indumentaria
Del mismo modo que el equipo masculino matriz, porta los mismos colores en su indumentaria, aunque con patrocinadores diferente. En la temporada de su estreno portó el de Adidas, compañía con la que el club posee un acuerdo vigente desde el 2016, y que encuentra adornando la camiseta con las tres bandas características de la firma deportiva.
- Uniforme titular: Camiseta azul con una franja diagonal azul oscuro, pantalón azul oscuro, medias azules.
- Uniforme alterno: Camiseta gris, pantalón gris oscuro, medias grises.[3]

| 2021 | 2021 |

## Datos del club

### Trayectoria
No fue hasta la temporada 2019 cuando se registró la sección e inauguró así su trayectoria.
| Competición                   | P.J. | P.G. | P.E. | P.P. | G.F. | G.C. | Mejor resultado |
| ----------------------------- | ---- | ---- | ---- | ---- | ---- | ---- | --------------- |
| Súperliga Femenina de Ecuador | 43   | 30   | 13   | 4    | 77   | 33   | Octavo puesto   |
| Sudamericana                  | -    | -    | -    | -    | -    | -    | Sin debut       |
| Libertadores                  | -    | -    | -    | -    | -    | -    | Sin debut       |
| Total                         | 43   | 30   | 13   | 4    | 77   | 33   | 0 Títulos       |
| Ver estadísticas completas    |      |      |      |      |      |      |                 |

## Organigrama deportivo

### Jugadoras
La plantilla de jugadoras del equipo femenino de Emelec está conformada por 29 futbolistas cuyas edades conforman una buena combinación de experiencia y juventud. A continuación la lista de jugadoras que llegaron a la temporada del 2021 para reforzar al equipo: Valeria Ramírez, arquera colombiana proveniente del Atlético Nacional de Medellín; la también portera, la ecuatoriana Lissette Morán; la experimentada defensa Shirley Roque; la también defensa María de los Ángeles Loza; la volante Jessenia Ramírez; Joselyn Piguave; Alisson Ochoa; María Mercedes Novillo; María José Coronel Ordóñez; la cuencana Carol Nereida Suárez; la colombiana Jeimy Arias y las ecuatorianas Britney Guadamud y Kerly Corozo. Mas las jugadoras que ya participaron en las primeras temporadas María José Martillo, Tahiri Macas, Karen Quinde, Alisson Mero, Ginger García, Joselyn Borbor, María Gabriela Mayorga, Jazlin Guerrero, Denisse Chila, Camila Troya, Nancy Acebo, Leisla González, Adriana Valenzuela, Danny Nazareno, Elisa García y Heidy Pita.

### Cuerpo técnico
El cuerpo técnico desde el año 2019 lo encabezó Carlos D'Stteffano (entrenador), Daniel Pérez (Asistente Técnico) y Juan Arguello (Preparador Físico).

## Palmarés
| Competición                     | Campeón | Subcampeón |
| ------------------------------- | ------- | ---------- |
| Súperliga Femenina de Ecuador   |         |            |
| Ascenso Nacional Femenino       | 2024    |            |
| Torneo Femenino de la AsoGuayas | 2023    |            |